# Parque nacional Sajama
El Parque Nacional Sajama es una área protegida en Bolivia, ubicada en la región del Altiplano. Administrativamente se encuentra en los municipios de Curahuara de Carangas y Turco de la provincia de Sajama al noroeste del departamento de Oruro. Es conocida por ser el primer área protegida de Bolivia, creada mediante Decreto Supremo el 2 de agosto de 1939.

## Historia
El parque nacional Sajama (PNS) fue la primera área protegida creada en Bolivia. Fue creada mediante por el Decreto Supremo del 2 de agosto de 1939 bajo la presidencia del Tte. Cnl. German Busch, donde establece en el artículo 4.º “Mientras se disponga de un mapa fitogeográfico completo del territorio de la República se declara Parque Nacional el bosque de keñua (Polylepis tarapacana) que existe en el Sajama...”. 
El PNS fue creado con el objetivo de proteger el bosque de keñua. Posteriormente la ley decretada el 5 de noviembre de 1945 ratificó su creación, señalando en el Artículo 1.º “Declarándose Parques Nacionales, con todos sus tesoros naturales, con exclusión de las riquezas metalíferas, los cerros de Mirikiri y Sajama, de las provincias de Pacajes y Carangas de los departamentos de La Paz y Oruro, respectivamente”.
Objetivo central
Apoyar al logro de los objetivos nacionales de conservación de Bolivia resguardando parte de la biodiversidad y los ecosistemas alto andinos, propiciando el rescate y el desarrollo de sistemas de manejo de recursos que concilien las actividades de la humanidad con la conservación de la naturaleza.
Objetivos de manejo
- Proteger y preservar ecosistemas y comunidades singulares, tal como constituyen los bosques de keñua (Polylepis tarapacana)
- Proteger especies de fauna silvestre de singular importancia para la conservación de la biodiversidad andina, en especial aquellas especies amenazadas de extinción o endémicas
- Proteger las cuencas altas de los ríos que bañan la región, con el fin de mantener la calidad de los recursos y prevenir la degradación de ecosistemas vinculados.
- Contribuir a la preservación del patrimonio cultural e histórico
- Proteger paisajes y formaciones singulares
- Desarrollar programas de educación ambiental, comunicación y capacitación, propiciando la mejor comprensión de los valores naturales y culturales del área
- Contribuir al desarrollo de modelos de uso sostenible de los recursos naturales mediante la promoción y experimentación de sistemas de manejo con concilien las actividades del hombre con la conservación de la naturaleza
- Contribuir al resguardo de la diversidad cultural y a la revalorización de la cultura andina
- Promover la investigación científica para coadyuvar la conservación y el uso sostenible de los recursos naturales y el manejo del área protegida.
- Contribuir al desarrollo local y regional a través de actividades de ecoturismo, recreación en la naturaleza y otras que sean compatibles con la conservación del área y sus recursos
- Cuidar el parque porque es patrimonio cultural

Actualmente, la mayoría de los visitantes del parque nacional llegan de Francia, Italia, España, Alemania y países de Asia, siendo muy pocos los turistas provenientes de Latinoamérica y un 90% de los visitantes que llegan al Sajama son extranjeros y solo el 10% son bolivianos.

## Ubicación
Se encuentra situado en la cordillera de los Andes al noroeste del departamento de Oruro. Está al oeste Bolivia, en la zona fronteriza con Chile. Tiene una superficie de 100.230 ha. (1.002 km²) y cuento con un rango altitudinal que oscila desde 3.950 hasta 6.542 m s. n. m., siendo el nevado Sajama el punto más alto.

## Características

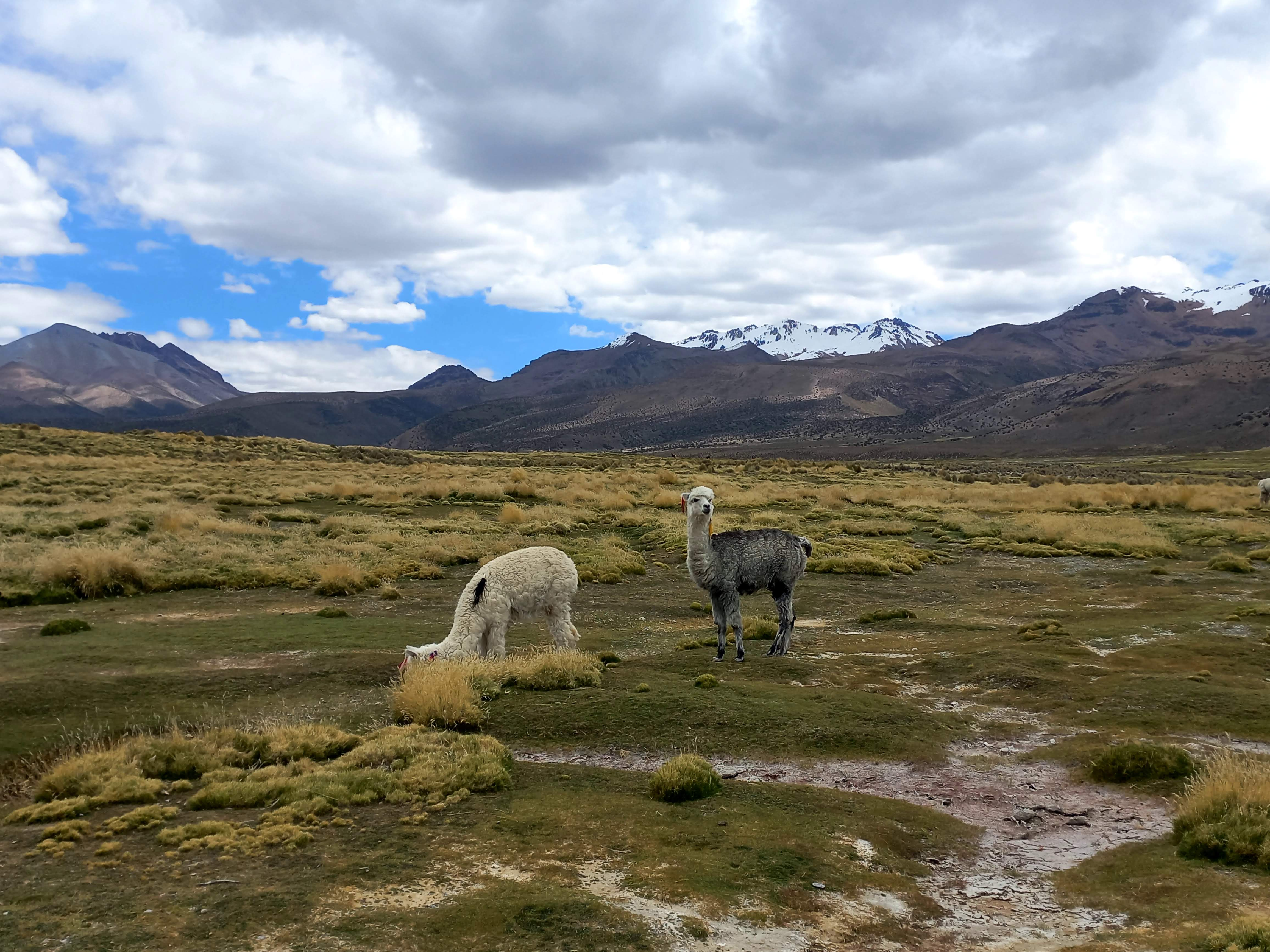
La Cordillera Occidental al fondo.

El parque nacional Sajama se caracteriza principalmente por los imponentes conos volcánicos de la Cordillera Occidental en la cual está, como es el caso de los nevados de Payachatas y el Sajama. Este último es la montaña más alta del país. También presenta gran cantidad de lagunas y cantidades de bofedales altoandinos repartidos por todo el parque. La vegetación predominantes son las gramíneas duras y silificadas.

### Clima
El clima de la zona se caracteriza por ser semiárido y frío, las temperaturas medias anuales se encuentran alrededor 4.6 °C (máxima 6.9 °C y mínima 1.0 °C). Las temperaturas en la noche son inferiores a los 0 °C. La precipitación anual es de 321.1 mm, con distribución monodomal, siendo enero el mes más húmedo. Además, la zona se caracteriza por recibir altos niveles de radiación solar durante todo el año debido a la baja nubosidad y a la alta elevación. La temperatura a nivel del suelo sufre drásticas fluctuaciones entre el día y la noche.

### Presión atmosférica
Desde diciembre hasta febrero y parcialmente marzo, la advección de la humedad y los vientos convectivos de la tarde producen la formación de nubes, reduciendo la recepción de la radiación. Se observan claras diferencias en la cantidad de radiación solar recibida en época seca y húmeda. En la época húmeda los niveles de radiación promedio son 1200 wm.-2 y en la seca, 800 wm.-2. 
Por otro lado, durante la época de transición entre la época húmeda y seca (octubre a noviembre) se registran los valores más altos de radiación solar. El clímax se produce a mediodía, a diferencia de la mañana y la tarde porque la atmósfera se cubre con nubes convectivas (Hardy et al. 1998). En cambio, durante la época húmeda (diciembre a febrero hasta marzo) los niveles de radiación disminuyen por la advección de la humedad y la convección de nubes durante la tarde, las cuales cubren el altiplano y evitan que los rayos solares lleguen a la superficie de la tierra. La mayor cantidad de radiación se registrada a mediodía, esta disminuyen durante la tarde por la presencia de nubes. Finalmente, en la época seca (mayo a junio) la cobertura de nubes se reduce y ocasionalmente llegan frentes fríos que arrastran precipitación y nevadas.

### Temperatura
El Sajama se encuentra influido por el clima tropical pero debido a su posición borde sur de los trópicos también influyen corrientes extra-tropicales durante la época seca. Se observa una baja variación de temperatura durante el año, generalmente esta sigue el ciclo anual de la radiación. La temperatura media es 4,6 °C y las temperaturas mínimas registradas en enero son -7,5 °C y en junio -14,1 °C. La variación térmica puede llegar hasta +/- 8 °C durante el día (Liberman-Cruz 1986, Braun 1997, Hardy et al. 1998). 
La temperatura ambiente se ve influenciada por la radiación solar recibida, en enero la temperatura media es de 7,5 °C y en junio, -14,1 °C. La amplitud térmica durante el día es mayor que la amplitud térmica anual porque el Sajama se encuentra a una latitud baja y a una alta elevación (Liberman-Cruz 1986, Vuille et al. 2001). 

### Humedad

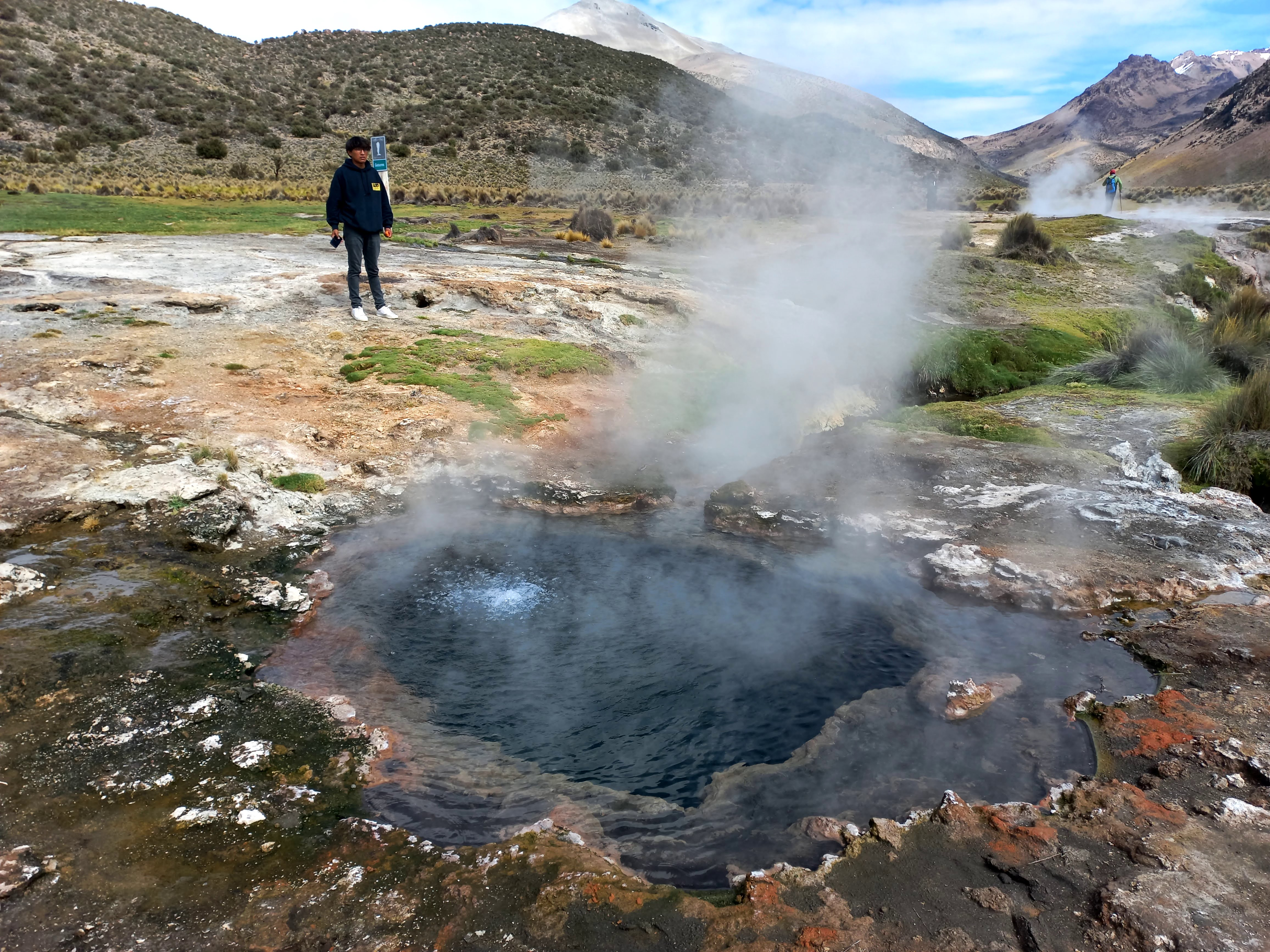
Aguas termales en el PN Sajama.

La variación de la humedad relativa es marcada durante el año, entre 0.2% hasta 99.9% durante el año. Durante la época húmeda (diciembre-febrero) la humedad relativa es de 90% y la específica de 3.6 g kg.-1. Los altos valores de humedad se encuentran asociados a vientos del este que transportan humedad desde el amazonas (Hardy et al. 1998, Vuille et al. 2001).
Durante la época seca (mayo-julio) la humedad puede bajar hasta 20% durante varios días. Los valores de la humedad específica llegan hasta 0.99 g kg.-1. Los períodos extremadamente secos son interrumpidos por cortos periodos de alta humedad, producidos por episodios húmedos relacionados con masas de aire polar que llegan al Altiplano (Hardy et al. 1998). 
- Velocidad del viento y dirección

La velocidad del viento cambia significativamente a mediados de mayo, los vientos se aceleran inesperadamente y se mantienen la mayor parte de la época. La velocidad promedio del viento desde mayo a octubre es de 20 m/s y en diciembre a febrero, 2,6 m/s, disminuyendo en horas de la tarde.
Durante la época seca el viento corre en dirección norte hacia el noreste. Los vientos pueden alcanzar altas velocidades y generalmente se encuentran asociados a las condiciones secas. Mientras que durante la época húmeda, el viento corre en dirección sur a este. Los vientos provenientes del este proveen humedad que influye en la precipitación. En el mes de abril se produce la inversión de la dirección del viento, del norte al noreste, la cual permanece hasta agosto (Liberman 1986, Hardy et al. 1998).

### Hidrología
Los ríos que drenan el área pertenecen principalmente a la cuenca del río Lauca, la cual pertenece a la cuenca del salar de Coipasa. Un pequeño sector al norte pertenece a la cuenca del río Blanco, afluente del río Desaguadero. Ambas cuencas forman parte de la Cuenca Endorreica del Altiplano. Los ríos más importantes son el Sajama y Tomarapi. Pero para efectos de caracterización el área se dividió en cuatro cuencas Sajama, Tomarapi, Esquillani y Blanco.
Si bien no existe un estudio detallado de los glaciares del nevado Sajama y de los Nevados de Payachatas estos aportan importantes afluentes a la cuenca del Sajama, Tomarapi y Esquillani. El volumen de agua almacenada en los glaciares es desconocido aunque se ha realizado una estimación de 113 m de profundidad del glaciar para la cumbre del Sajama.
Otro componente importante de la hidrografía del área son las lagunas de la puna y las áreas de alta montaña. Destacándose la laguna Huaña Kota al norte del pueblo del Sajama por ser una fuente importante de agua para los comunarios y la vida silvestre y como refugio para la avifauna.

## Flora
La vegetación del Sajama se encuentra en la puna desértica, ubicada dentro de la ecorregión denominada puna sureña, una de las áreas más desérticas de Bolivia (Ibisch et al. 2003). El área se caracteriza por una escasa cobertura vegetal, debido a las reducidas precipitaciones y bajas temperaturas.
Las siguientes unidades de vegetación diferenciadas en función de la dominancia de las especies vegetales y las características geológicas: 
- Queñuales. Bosques abiertos y achaparrados de queñua (Polylepis tarapacana), distribuidos entre 4.200 y 4.800 m.s.n.m., con algunos individuos que llegan hasta 5200 ms.n.m. El bosque forma un cinturón alrededor del nevado Sajama y se encuentran en las laderas rocosas de algunos cerros aledaños (Tomarapi, Nor-oeste de Kasilla, etc.). La formación se caracteriza por presentarse en las colinas, coladas de lava, faldas de montañas. Otras especies presentes son Azorella compacta, Deyeuxia cabrerae, Deyeuxia brevifolia, Parastrephia quadrangularis, Chersodoma jodopappa, Senecio puchii y Perezia purpurata.

- Queñoales semiralos y ralos. Son similares a la anterior subunidad pero el tamaño del queñuas varía entre 0,8 y 2 m. Son arbustos altos con menor densidad y cobertura del terreno y se caracterizan por situarse en colinas y morrenas glaciares. Poseen suelos arenosos-gravosos y rocas de diferente diámetro.

- Vegetación de colinas rocosas altas y bajas. Son áreas ubicadas al este y oeste de Patojo y faldas y pies de los Payachatas. Se caracterizan por presentar una dominancia de rocas, pendientes convexas e irregulares, suelos arenosos. Se encuentran Festuca orthophylla, Stipa ichu, Azorella compacta, Conyza deserticola, Pycnophyllum molle, Polylepis tarapacana y Baccharis incarum.

- Tholares de Parastrephia lepidophylla. Se encuentran cerca del pie de los cerros y en las extensias planicies poco alteradas, entre 4.000 y 4.500 m s. n. m. La vegetación dominante incluyche Parastrephia lepidophylla, Parastrephia luciday Baccharis tola.

- Tholares de Fabiana densa. Esta formación se encuentra en varias colinas y posee pendientes rectas, con suelos arenosos de erosión laminar y buen drenaje. La especie predominante es Fabiana densa y se encuentra acompañada por especies de escasa cobertura y presencia esporádica de Opuntia sp., Tapetes andina y Cardionema ramosissimum entre otras.

- Tholar-pajonal. Predominantemenete es una estepa arbustiva que ocupa gran parte de la llanura y el pie de monte entre los 4.100 y 4.700 m s. n. m.

- Vegetación de pedregales. Se encuentra a los bordes del río Tomarapi, con una alta frecuencia de afloramientos rocosos intercalada con vegetación rala. En lugares protegidos crecen P. tarapacana y en sitios descubiertos Parastrephia lepidophylla y Baccharis incarum.

- Pajonales de Iru-huichu. Esta formación se encuentra adyacente a los bofedales salinos de llanura. La vegetación predominante es F. orthophylla, Geranium sp. y cojines de Arenaria boliviana.

- Bofedales altoandinos. Se encuentran en valles glaciares, en las faldas del Sajama y riberas de lagunas. Son pastizales frecuentados por camélidos silvestres y domésticos. La vegetación predominante Calamagrostis chrysantha, Oxychloe andina, Distichia muscoides y Calamagrostis rigescens.

- Bofedales salinos de llanuras y valles. Esta formación se encuentra especialmente en planicies de inundación de la llanura de pie de monte del Sajama, los suelos son húmicos con materia orgánica en descomposición. Se encuentra compuesta por Calamagrostis ovata, C. rigescens, en cojines se encuentra Distichia muscoides y Oxychloe andina.

Dentro de las unidades de escasa vegetación se encuentran:
- Lagunas. Las lagunas presentes en el área presentan una escasa vegetación en las orillas, de todas ellas Elodea sp. es la predominante.

- Kollpares. Son planicies vecinas a los bofedales, con inclinaciones leves y suelos salinos. La vegetación predominante se caracteriza por Salicomia sp., Poa sp. y Distichlis humilis.

## Fauna

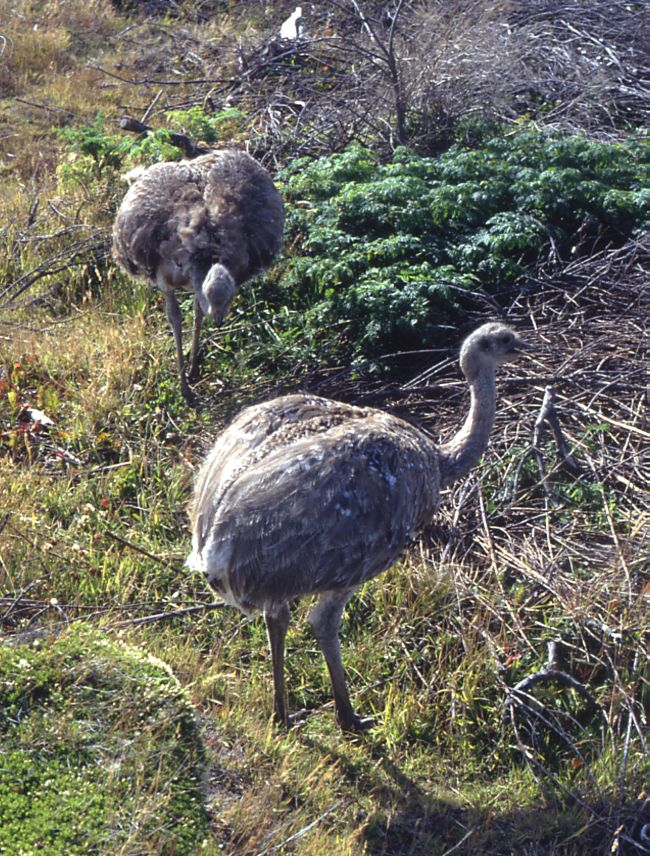
El Suri es una especie amenazada en el parque nacional.

La fauna presente en el área es características de la puna. Algunas de las especies se encuentran bajo algún grado de amenaza, en las listas de CITES y UICN. Sólo se encuentran dos especies nativas de peces, el burruchyalla (Orestias sp. grupo agasii) y el suche (Trichomycterus sp.), los cuales habitan diferentes bofedales de la zona. Las especies de anfibios y reptiles encontradas en el área son pocas. Entre los anfibios se encuentra Pleurodema marmoratum y Telmatobius marmoratus y los reptiles presentes son Liolaemus signifer, L. alticolor, Velosaura jamesi y Tachymenis peruviana.
En cuanto a la avifauna, se han registrado 71 especies de aves. Entre las especies amenazadas se encuentran el suri (Pterocnemia pennata) y parina grande (Phoenicoparrus andinus). Finalmente, se conocen en total 27 especies de mamíferos presentes en el parque nacional Sajama, de los cuales el quirquincho (Chaetophractus nationi), la taruca (Hippocamelus antisensis), el titi andino (Oreailurus jacobita) y la vicuña (Vicugna vicugna) se encuentran amenazadas. Aunque es necesario destacar que las poblaciones del quirquincho, el puma y la vicuña se han ido recuperando gradualmente durante estos años. Así mismo, el zorro andino (Pseudalopex culpeus)¸ el hurón (Galictis cuja) y el zorrino (Conepatus chinga) son muy comunes en el área.

## Arqueología

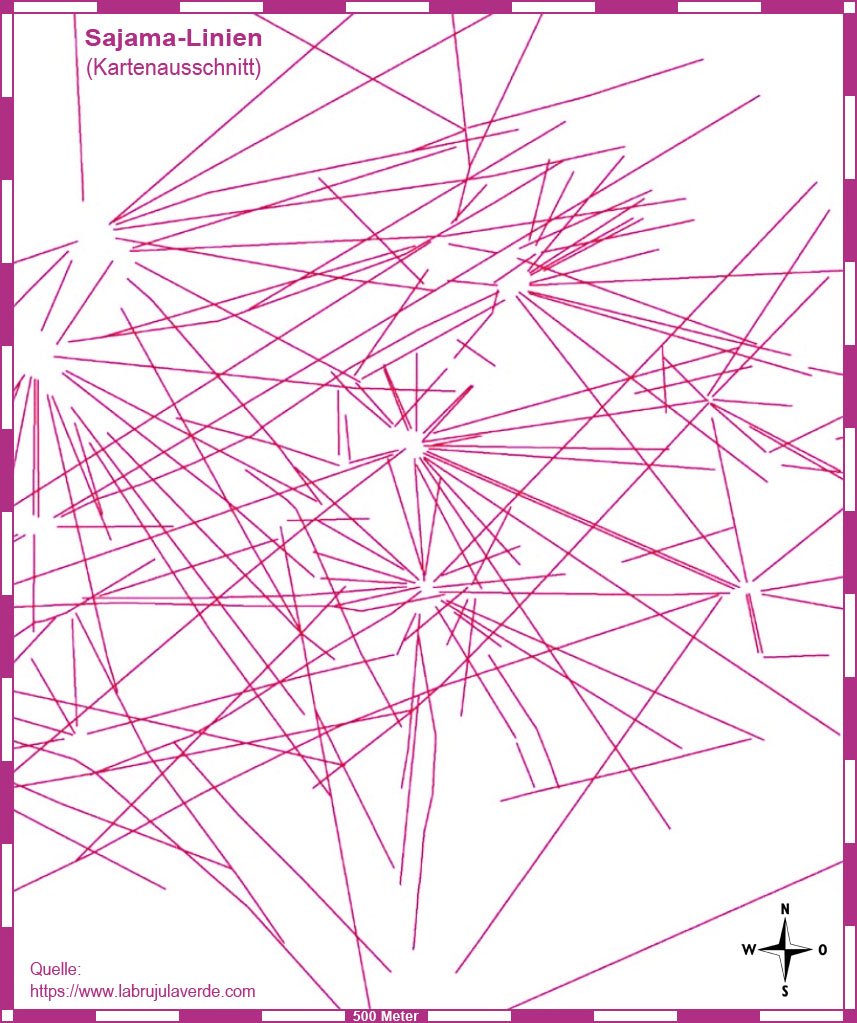
Mapa del trazado de las líneas de Sajama.

Las primeras poblaciones en asentarse fueron los Urus, concomitantes con los señoríos aymaras. Vivieron en esta zona hasta el siglo XVI cuando se replegaron hasta el Lago Coipasa. Los Carangas, parte de los señoríos aymaras compartieron el territorio Uru, los cuales se desarrollaron desde 1100 hasta 1450 d. C. cuando llegaron los Incas (Plan de Manejo 1997).
Los incas invadieron la zona durante el reinado de Tupac Inca Yupanqui, donde se asentaron hasta la llegada de los padres Agustinos en el siglo XVI, cuando se empezó a construir varias iglesias que hoy se constituyen como un importante legado histórico. Algunas de las iglesias más conocidas son la de Curahuara de Carangas, Corque, Sajama, Macaya y Tomarapi, las cuales poseen pinturas murales y cuadros de la colonia. Algunos restos arqueológicos prehispánicos son los chullpas, de los cuales 43 se pueden encontrar en el parque nacional Sajama.
En el parque nacional se encuentran también parte de las líneas de Sajama, que forma una red de miles de caminos rectos trazados casi perfectamente tallados en el suelo por indígenas. La época de origen de estas líneas es todavía desconocida, y algunos científicos le atribuyen un motivo espiritual o religioso. Otros

## Población
El Censo Nacional de Población y Vivienda de 2002 mostró la presencia de 5.278 personas viviendo en el municipio de Curahuara de Carangas, de las cuales el 54% (2.814) son hombres y el 46% (2.464) mujeres. En el parque nacional habitan aproximadamente 1.300 personas distribuidas en cinco comunidades o pequeños centros poblados: Sajama, Caripe, Lagunas, Papelpampa y Manasay. Las comunidades en su conjunto forman parte del Distrito B del municipio de Curahuara de Carangas.
En relación con los servicios de salud se ha observado que la población en general de la zona no pose servicio de sanitario, usando la mayoría letrinas especialmente en sitios con mayor afluencia turística. 
En cuanto al agua potable, la mayoría de las comunidades no poseen abastecimiento de agua por cañería y se aprovisionan por fuentes, vertientes y ríos. Los centros poblados grandes como Cosapa, Lagunas y Sajama poseen abastecimiento de agua por cañería fuera de la vivienda.
Hasta unos años atrás el área no poseía sistema de electrificación a excepción de motores a combustibles en los refugios de los guardaparques. Hoy en día, los poblados grandes poseen electrificado.
Se ha observado la disminución de combustibles vegetales para utilizarlos como fuente de energía y su reemplazo por gas licuado, kerosene y otros. Generalmente la práctica tradicional de uso de materia vegetal es mantenida por personas de bajos recursos.
El nivel de alfabetismo alcanzado fue de 14,6% para 1992, por debajo de la media del departamento (15,4%). Entre los poblados con mayor número de analfabetos se encuentran en la zona norte (Huaylluma, Sajama y Chajalla), mientras que las localidades con menor proporción de analfabetos son Lagunas y Cosapa (7%). Estos resultados se encuentran relacionados con la cercanía a los centros educativos. La mayoría de las personas sólo han recibido capacitación hasta el nivel básico (27,1% Caracollo y 57,6% Zona Norte), mientras que el nivel intermedio sólo fue alcanzado por el 31% y nivel secundario por 6,2%.
En el parque nacional viven cinco comunidades que ayudan a la protección de la fauna y flora y su principal fuente de ingreso reside en el turismo. Los comunarios han construido albergues para recibir a los turistas, donde también les ofrecen comidas típicas con base en carne de llama y alpaca.